# دونپورت (آیووا)
دونپورت (به انگلیسی: Davenport) یکی از شهرهای آیووا در کشور آمریکا در کنار رودخانه می سی سی پی است.
بر اساس آمارگیری در سال ۲۰۰۶، جمعیت این شهر ۹۹، ۵۱۴ نفر است.
دونپورت به همراه مولین، راک آیلند و بتندورف جزو شهرهای کوادسیتیز است.
دونپرت خانه دانشگاه سنت امبروز و دانشگاه کایروپرکتیک پالمر و محل به وجود آمدن علم کایروپراکتیک است.

دونپرت یکی از بزرگ‌ترین شهرهایی است که در کنار رودخانه میسیسیپی است و دیوار حفاظتی ندارد. و هرساله به خاطر طغیان رودخانه جزو سرتیترهای روزنامه‌ها و اخبار است.

## افراد مشهور این شهر
- بیکس بیدر بیک - موسیقیدان جاز
- ایزابل بلوم - نقاش
- لارا فلین بویل
- ساموئل کودی
- راجر کریگ
- دنیل دیوید پالمر- بنیان‌گذار علم کایروپرکتیک
- کولبی لوپز (سث رالینز) - کشتی‌گیر حرفه ای

## نقاط دیدنی

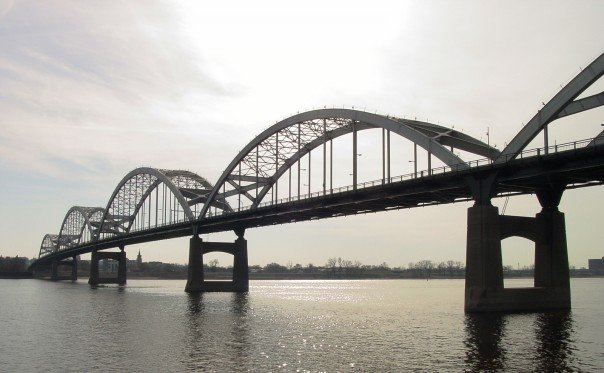
پل سنتنیال بر روی رودخانه میسیسیپی

- استادیوم خیابان بریدی
- پل سنتنیال
- جزیره کریدیت
- پل هوایی دونپرت
- پارک مادن وودمن
- مال نورثپارک
- موزه پاتنم
- پارک وندر وییر

## مراکز علمی-فرهنگی
- کتابخانه عمومی دونپرت
- موزه نقاشی فی جی
- دانشگاه کایروپرکتیک پالمر - اولین دانشگاه (مدرسه) کایروپرکتیک در دنیا
- دانشگاه سنت امبروز